# Sternschanze (Lahnau)
Die Sternschanze ist eine historische Festungsanlage. Sie befindet sich ca. 250 Meter östlich des Königsstuhls bei Lahnau im Lahn-Dill-Kreis in Mittelhessen. Es handelt sich hierbei um einen vorgelagerten Militärstützpunkt aus dem Siebenjährigen Krieg (1756–1763).

## Geschichtliches
Dieser Konflikt zwischen den europäischen Großmächten brachte besonders in den Jahren 1759 und 1760 der Gegend Drangsal, Not und Pein. Als die Franzosen am 4. August 1759 bei Minden von den Alliierten Truppen geschlagen wurden, zogen sie sich bis Gießen jenseits der Lahn zurück und blieben dort bis Mitte Dezember 1759. Die alliierten Truppen rückten nach und begannen nun, im Raum  Stellungen zu befestigen.
Die Sternschanze auf dem Himberg wurde Ende 1759 unter der Leitung des Grafen Wilhelm zu Schaumburg-Lippe (1724–1777) errichtet. Weiterhin wurden Schanzen auf dem Tinsberg (Dünsberg), Vetzberg, Gleiberg und Wettenberg errichtet.
Die Sternschanze ist eine Besonderheit, weil sie fast künstlerisch als ein fünfeckiger Stern angelegt wurde. Der bis heute sehr gute Zustand des Bauwerks ist dadurch zu begründen, dass hier nie Kampfhandlungen stattgefunden haben und sie als vorgelagerter Außenposten besonders befestigt wurde. Der Schutz des Waldes und die Tatsache, dass hier kein Ackerbau stattgefunden hat, tat das seinige dazu.
In einer Schrift aus den Nassauischen Annalen von 1888 (NassA 20, 1888, S. 377) schreibt Karl August von Cohausen und Freiherr von Wangenheim über das „Denkmal des Grafen Wilhelm zu Lippe-Schaumburg“. In dieser Schrift wird die Bedeutung der „Sternschanze“ auch richtig erkannt und beschrieben, und hinsichtlich der geschichtlichen Bedeutung wird bereits von einem Denkmal gesprochen.